# Pilar Pascual de Sanjuán
Pilar Pascual de Sanjuán (Cartagena, 23 d'octubre de 1827 - Barcelona, 18 de febrer de 1899), de nom Pilar Pascual Ibars o Pilar Pascual i Fuentes, fou una mestra, feminista i escriptora catalana.

## Biografia
Pilar Pascual Ibarz  va néixer a Cartagena, però va passar la infantesa a Mequinensa, població d'on procedia la família materna. L'encarregada de la seva formació intel·lectual va ser la seva pròpia mare Mariana Ibarz Ibarz (morta a Barcelona l'any 1881), a la qual va dedicar un dels seus primers llibres. Des de ben petita va ser una gran lectora d'obres literàries i educatives. Quan tenia catorze anys va morir el pare Francisco Maria Pascual, capità d'artilleria, i mare i filla es van veure obligades a guanyar-se la vida fent brodats i altres labors, tasca que Pascual alternava amb les lectures.
Després de casar-se amb el farmacèutic de Mequinensa Joaquim Sanjuán, Pascual es va presentar pel seu compte als exàmens de mestra elemental i superior, títols que va obtenir amb la màxima qualificació. Traslladats a Lleida, va obrir amb èxit una escola privada de nenes, però, vídua als 30 anys, va decidir ingressar en el Magisteri públic, on les garanties de seguretat laboral eren més elevades. Va exercir a escoles de nenes de Sant Joan de Vilassar, Manresa i Sabadell i, finalment, es traslladà a Barcelona on va ser regent de l'escola elemental adscrita a l'Escola Normal femenina durant trenta-set anys.
L'any 1892 va participar en la Exposición Nacional de Industrias Artísticas é Internacional de reproducciones de Barcelona, al Palau de Belles Arts, on va presentar un mocador amb punta anglesa, una tovallola brodada amb cotó de colors i un devocionari amb cobertes de paper Brístol. Segons el catàleg d'aquesta exposició, Pilar era en aquell moment directora de l'Escola Municipal de nenes de la Ronda de Sant Antoni de Barcelona.
Va ser una mestra molt reconeguda i una escriptora prolífica, especialment de manuals escolars per a nenes, però també de tractats pedagògics, poesia o articles d'opinió. Va formar part activa de diverses entitats culturals i de diversos tribunals o jurats i va ser redactora d'El Monitor de Primera Enseñanza, revista de caràcter professional editada per la Llibreria Bastinos.

## Idees i activitats socials i polítiques
Pel que fa als seus postulats sobre l'educació de les nenes, Pascual defensava la doctrina de les esferes separades entre homes i dones i exaltava l'ideal de feminitat imperant a l'època. Tot i que no qüestionava els trets fonamentals d'aquesta dicotomia, quan definia el model de dona basat en la figura de l'àngel de la llar, ho feia des d'una perspectiva pròpia que pretenia dignificar-lo per millorar l'autoestima i les condicions de vida de les dones. Aquesta opció, atesos els estrets límits d'actuació que es reconeixien a les dones de mitjan segle xix, cal valorar-la com una de les poques estratègies d'intervenció viables del moment. Un exemple prou il·lustratiu el podem trobar quan criticava la doble moral de l'època i proclamava la superioritat moral de les dones. Aquesta constatació la portava a proposar que els valors i el comportament moral de les dones havien de convertir-se en un model a imitar per part dels homes. També defensava l'educació física de les nenes, amb propostes de jocs, balls i exercicis gimnàstics, per tal de compensar un excessiu sedentarisme propiciat pel predomini dels treballs de costura a les escoles femenines.
Pascual va relacionar-se amb feministes catalanes del segle xix, ja que va col·laborar en la primera revista de dones escrita en català, La Llar, on també participaren Dolors Monserdà i Josepa Massanés, però l'actuació que més la pot definir com una feminista dels seus temps, és la pròpia trajectòria professional. Plenament conscient de la importància de la seva tasca, des dels seus primers articles, Pascual va denunciar la desigualtat salarial establerta per la Llei Moyano de 1857, reclamant la dignificació de l'estatus de les mestres i un reconeixement social equiparable al dels seus col·legues. Amb el pas dels anys es van anar afegint a la petició moltes veus. Així, l'inconformisme inicial de Pascual va poder generar una intensa i ferma xarxa de relacions entre dones ensenyants que, amb la col·laboració d'alguns homes, va impulsar una reeixida campanya. Tot plegat va culminar l'any 1883 amb la promulgació de la Llei d'Anivellació salarial entre el magisteri d'ambdós sexes, una de les pioneres al món en aquesta línia.

## Obres
Fou molt coneguda per les seves obres destinades al públic infantil, especialment nenes, i per a fomentar la devoció i l'educació moral. Entre elles:
- Abans de 1863: Oraciones en verso, para la entrada y salida de la escuela y para los sábados por la tarde, a la Virgen (Barcelona: J. Bastinos e hijos).
- 1863: 
  - Los albores de la vida: obra dedicada a las niñas (Barcelona: Librería de Juan Bastinos e Hijos): guanyà el Primer Premio de la Sociedad Barcelonesa de Amigos de la Instrucción de 1863; l'èxit va fer que es reedités en 1874, 1877, 1879 i 1897.
  - Año evangélico para los niños, o Los evangelios explicados y comentados al alcance de la infancia... (Barcelona: Juan Bastinos e hijos): també reeditat quatre cops en vida de l'autora.
- 1864: Preceptos morales para la infancia, basados en hechos históricos (Barcelona: Imprenta de J. Jepús).
- 1865: Lecciones de economía doméstica para madres de familia (Barcelona: Imprenta de J. Jepús): una de les seves obres de més èxit, adreçada a les mestresses de casa. Molt reeditada, fou també coneguda com a Guía de la mujer.
- 1867: La Fe de la infancia: devocionario para niños (Barcelona: Librería Antonio J. Bastinos).
- 1869: La moral en la historia: colección de cuadros históricos con su aplicación moral al alcance de los niños (Barcelona: Bastinos).
- 1872: Nuevo Fleuri: compendio de Historia Sagrada: narrativa educativa para uso de la escuela de Primera Enseñanza (Barcelona: Juan y Antonio Bastinos).
- 1875: 
  - Los deberes maternales: cartas morales de una maestra a una madre de familia sobre la educación de la mujer (Barcelona: Librería de Juan y Antonio Bastinos). La segona edició té un pròleg de Fernán Caballero.
  - El trovador de la niñez: colección de composiciones en verso para ejercitarse los niños en la lectura de poesía (Barcelona: Juan y Antonio Bastinos): es convertí en llibre de lectura obligatòria en moltes escoles espanyoles.
- 1877: 
  - El sendero de la virtud: leyendas morales dedicadas a los niños (Barcelona: J. Jepús).
  - Epistolario manual para señoritas: modelos de cartas propias para la niña, la joven y la mujer (Barcelona: Librería de Juan y Antonio Bastinos).
- 1880: Importancia de la educación física de las niñas (Granada): premi al Segundo Certamen Pedagógico de "El Profesorado" de Granada.
- 1881: Flora o la educación de una niña (Barcelona: Imprenta y Litografía de Faustino Paluzie): la seva obra més popular, es va seguir reeditant fins al 1954.
- 1883: 
  - Discursos, diálogos y poesías propios para ser recitados por niños y niñas en diferentes actos escolares (Barcelona: Borrás y Mestres): escrit en col·laboració amb Julián López i Antonio Anguiz.
  - El primer libro de las niñas: método de lectura corriente (Barcelona).
- 1884: Breve tratado de urbanidad para las niñas (Barcelona: Imprenta de Paluzie).
- 1885: 
  - Las obras de Misericordia explicadas a los niños por medio de historietas morales (Barcelona: Juan y Antonio Bastinos).
  - Prontuario del ama de casa: tratado elemental de labores para las niñas y las jóvenes (Barcelona: Juan y Antonio Bastinos). * 1886: El Credo o Símbolo de los Apóstoles (Barcelona: Juan y Antonio Bastinos).
- 1888: 
  - Resumen de urbanidad para los niños (Barcelona: Faustino Paluzie).
  - Programa de ortología, o sea Teoría de la lectura para las alumnas del segundo curso... (Barcelona: Librería de Juan y Antonio Bastinos).
- 1889: La educación del sentimiento (Barcelona: Antonio J. Bastinos).
- 1890: 
  - Flores del alma: colección de poesías (Barcelona: J. Jepús Roviralta).
  - Los Sacramentos con imágenes (Barcelona: Librería de Antonio J. Bastinos).
- 1891: Escenas de familia: continuación de Flora: libro de lecturas en prosa y verso para niños y niñas (Barcelona: Faustino Paluzie).
- 1893: 
  - Ramillete místico: piadosos ejercicios del mes de mayo dedicados a la santísima Virgen María (Barcelona: Antonio J. Bastinos).
  - A través del mar: cuadros históricos con su aplicación moral en forma epistolar (Barcelona: Antonio J. Bastinos).
- 1896: La educación de la mujer: tratado de pedagogía para las maestras de Primera Enseñanza y aspirantes a Magisterio... (Barcelona: Imprenta de J. Jepús): escrita en col·laboració amb Jaume Viñas i Cusi.
- 1897: Noches de estío: cuentos para niñas y niños (Barcelona: J. Jepús).